# Егоровка (Крым)
Его́ровка (укр. Єгорівка, крымскотат. Yegorovka, Егоровка) — исчезнувшее село в Белогорском районе Республики Крым, на территории Русаковского сельского поселения (согласно административно-территориальному делению Украины — Русаковского сельского совета Автономной Республики Крым). Располагалось на севере центральной части района, в предгорье Внутренней гряды Крымских гор, примерно в 3,5 км к востоку от современного села Русаковка.

## История
Некие строения, отдельные от села Сабах-Эли, на месте будущей Егоровки, обозначены ещё на верстовой карте 1890 года. Название Егоровка впервые встречается на карте ЮБК 1924 года. Согласно Списку населённых пунктов Крымской АССР по Всесоюзной переписи 17 декабря 1926 года, в селе Егоровка, Мушашского сельсовета Карасубазарского района, числился 21 двор, все крестьянские, население составляло 102 человека, из них 101 русский и 1 украинец.
В 1944 году, после освобождения Крыма от нацистов, 12 августа 1944 года было принято постановление № ГОКО-6372с «О переселении колхозников в районы Крыма», в исполнение которого в район завезли переселенцев: 6000 человек из Тамбовской и 2100 — Курской областей, а в начале 1950-х годов последовала вторая волна переселенцев из различных областей Украины. С 25 июня 1946 года Егоровка в составе Крымской области РСФСР, 26 апреля 1954 года Крымская область была передана из состава РСФСР в состав УССР. На 15 июня 1960 года село числилось в составе Русаковского сельсовета. Ликвидировано в период между 1968 годом, когда Егоровка ещё записана в составе Русаковского сельсовета и 1 января 1977 года, когда село уже значилось в списках упразднённых.